# Santo Domingo de los Colorados
Santo Domingo de los Colorados este un oraș din Ecuador de 238.325 locuitori. 
1. ↑   https://www.compraspublicas.gob.ec/ProcesoContratacion/compras/PC/bajarArchivo.cpe?Archivo=hOPi8x8ayXv7Xup43ImvkzTMMr6SzNaZm1mjbW-CPBk, Lipsește sau este vid: |title= (ajutor)